# Dějiny - teorie - kritika
Dějiny - teorie - kritika (zkráceně DTK) je recenzovaný akademický časopis, který byl založen roku 2004 s cílem kultivovat a posílit teoreticky ukotvené, interdisciplinární studium historie. Mezi lety 2004 a 2010 byl vydáván Masarykovým ústavem České akademie věd v Praze. Od ledna 2011 je vydáván Fakultou humanitních studií Univerzity Karlovy. Vychází dvakrát ročně v samostatných číslech, která tvoří jeden svazek s průběžným stránkováním. Slouží jako specializovaná odborná platforma kritické vědecké komunikace. Je vydáván tiskem a s malou prodlevou přibližně roku až roku a půl je zpřístupňován na webových stránkách časopisu. 